# Село имени Ленина (Калужская область)
Имени Ленина — село в Думиничском районе Калужской области России.

## История
В 1923 году несколько крестьян деревни Высокое Зимницкой волости Жиздринского уезда отправились на прием в Кремль просить землю. Им выделили в вечное пользование 200 десятин леса, который они раскорчевали под пашню.
На эти новые места переселились 7 семей, большинство из которых носили фамилию Новиковы. Поэтому и населенный пункт назывался Новиков посёлок. А официальное название ему дали имени Ленина, или Ленинский, как знак благодарности вождю за его Декрет о земле.
В 1940 г. в пос. Ленинский насчитывалось 12 дворов (согласно карте Генштаба).

## Население
| 2002 | 2010 |
| ---- | ---- |
| 9    | ↘2   |